# Felsberg (Hessen)
Felsberg ist eine Stadt im nordhessischen Schwalm-Eder-Kreis, gut 20 Kilometer südlich von Kassel.

## Geographie
Die Landschaft um Felsberg ist durch Hügel und kleine Teiche sowie Überbleibsel des Kiesabbaus geprägt.
Als Teil der westhessischen Senke liegt sie in einem während des Tertiärs entstandenen Senkungsgebiet. Der Wechsel zwischen teils basaltischen Hügeln und ebenen Flusstälern ist prägend. Während die Täler von fluvialen Sedimenten bedeckt sind, befindet sich in den höhergelegenen Gebieten fruchtbare Lößbedeckung. Das Stadtgebiet Felsbergs wird von der Eder durchflossen. Oberhalb des Ortsteils Gensungen liegt der Heiligenberg mit der Ruine Burg Heiligenberg und der Ruine der ehemaligen Kartause Eppenberg.
Beim Ortsteil Böddiger liegt der Böddiger Berg, die nördlichste offiziell anerkannte Weinlage in Hessen und der nördlichste wirtschaftlich betriebene Weinberg der alten Bundesländer Deutschlands. Die Lage an der Eder ist einer der ersten ökologischen Weinberge in Deutschland. Der Böddiger Berg gehört zur Weinbauregion Rheingau.

### Nachbargemeinden
Felsberg grenzt im Norden an die Gemeinden Edermünde, Guxhagen und Körle, im Osten an die Stadt Melsungen, im Süden an die Gemeinde Malsfeld und die Stadt Homberg (Efze), sowie im Westen an die Gemeinde Wabern und die Städte Fritzlar und Gudensberg (alle im Schwalm-Eder-Kreis).

### Stadtgliederung
Zur Stadt Felsberg gehören 16 Stadtteile:
- Stadt Felsberg
- Altenbrunslar
- Altenburg
- Beuern
- Böddiger
- Gensungen
- Helmshausen
- Hesserode
- Heßlar
- Hilgershausen
- Lohre
- Melgershausen
- Neuenbrunslar
- Niedervorschütz
- Rhünda
- Wolfershausen

## Geschichte

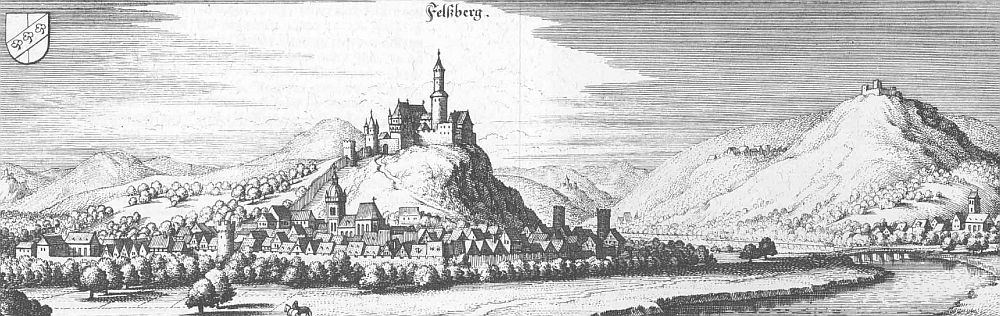
Felsberg; rechts der Heiligenberg (Auszug aus der Topographia Hassiae von Matthäus Merian dem Jüngeren 1655)

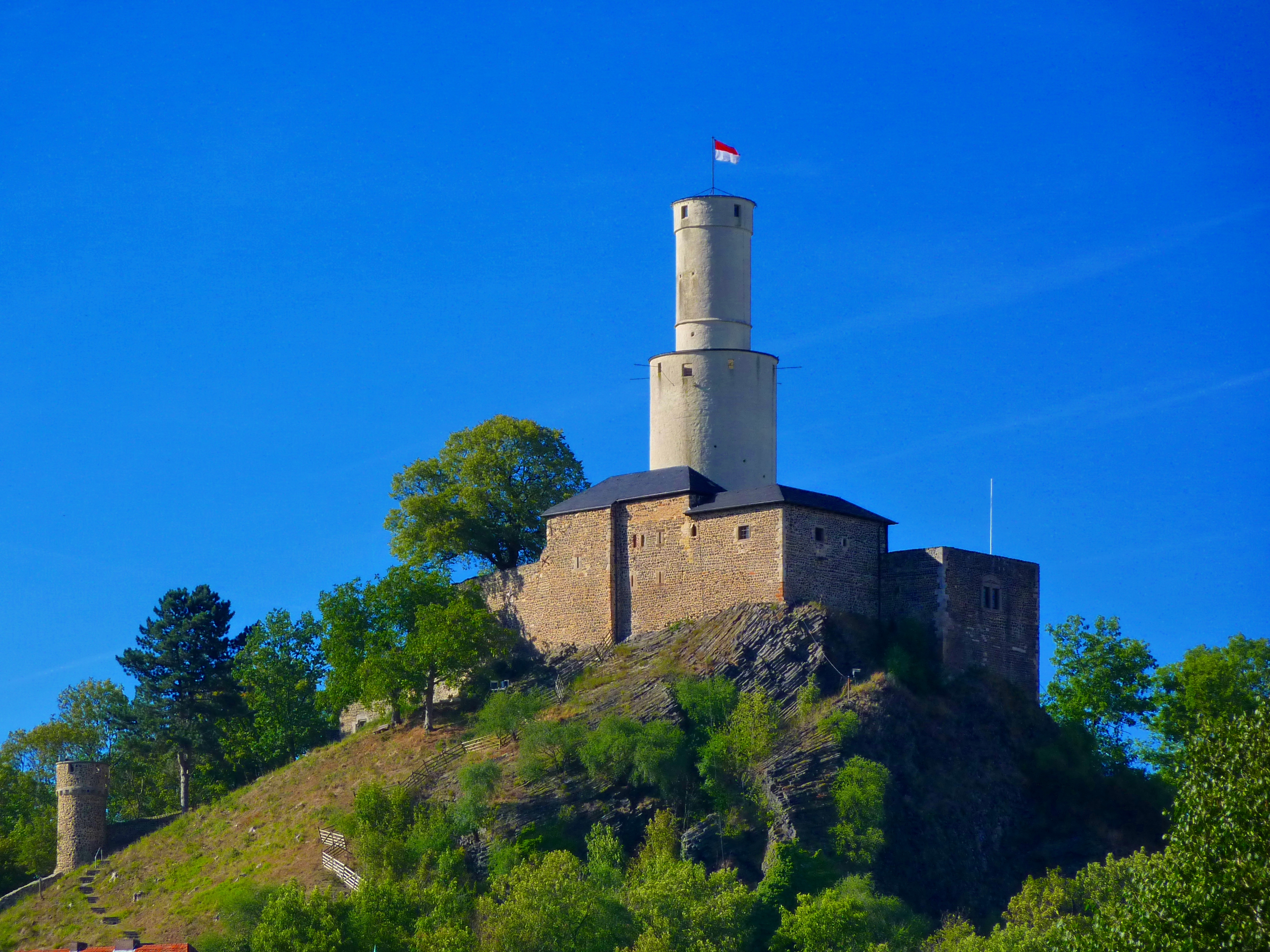
Die Felsburg mit dem „Butterfassturm“

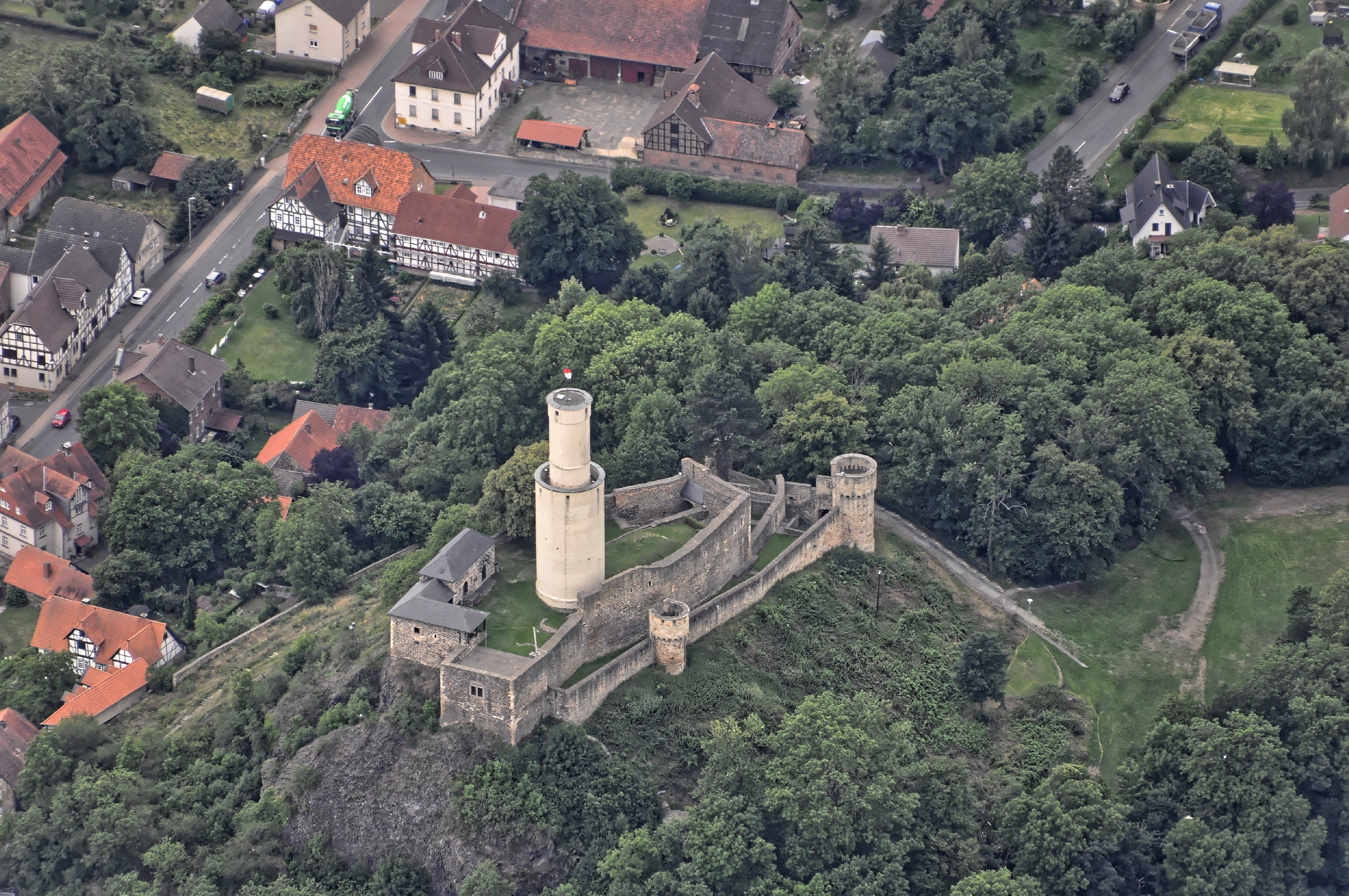
Luftbild der Felsburg

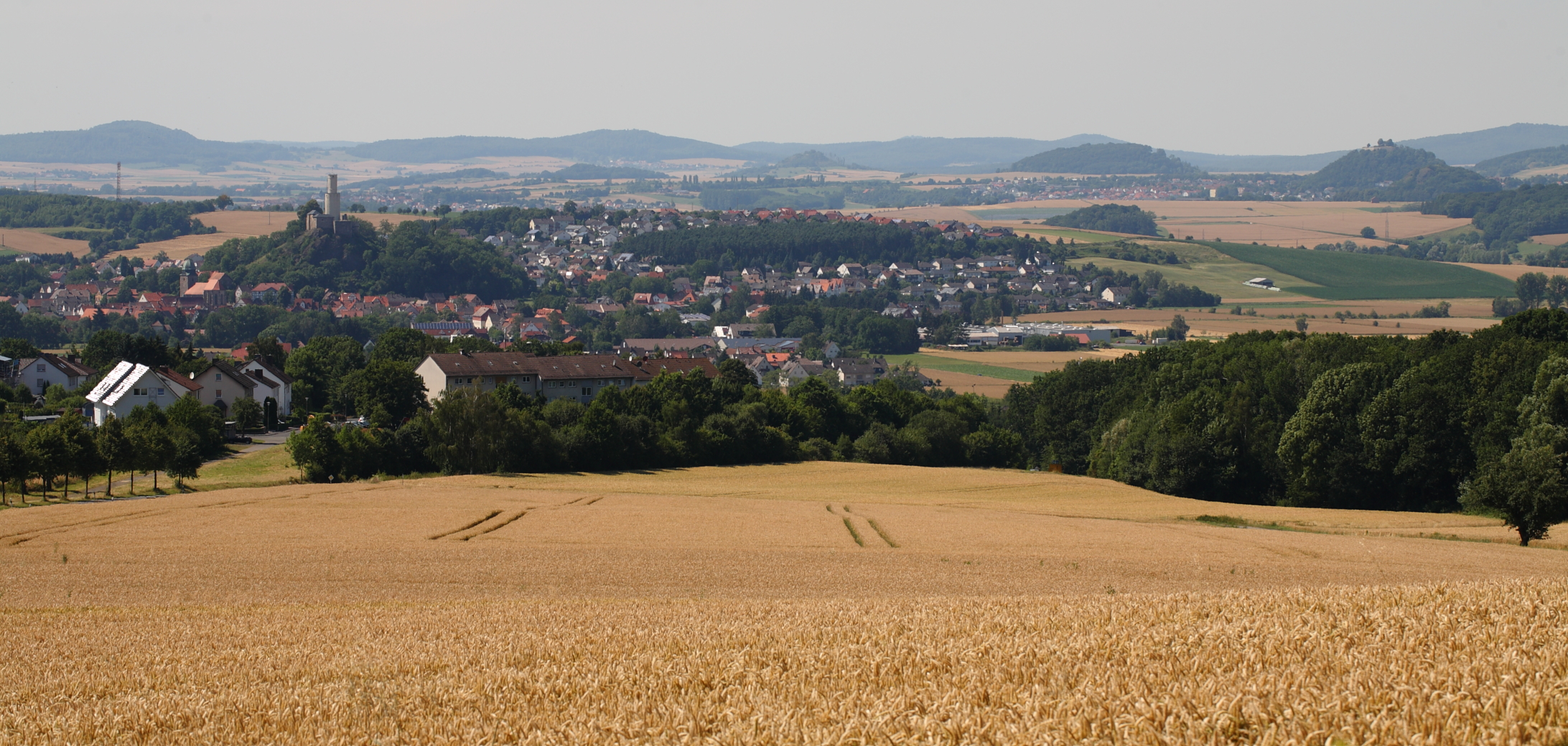
Gensungen und Felsberg (links die Felsburg in Felsberg, rechts die Obernburg von Gudensberg)

### Ortsgeschichte
Die späteiszeitliche Besiedelung der Region von Felsberg ist durch den 12.000 Jahre alten Fund des so genannten Schädel von Rhünda belegbar.
Im 1. Jahrhundert war die Gegend Siedlungsgebiet des germanischen Stammes der Chatten. Die einzige Erwähnung des Gebietes aus dieser Zeit ist ein Bericht über einen Feldzug des Germanicus, der 15 n. Chr. Mattium, den Hauptort der Chatten, zerstörte. Spätestens ab dem 8. Jahrhundert war das Gebiet der Chatten Teil des Fränkischen Reiches.
Auf dem Gebiet der Stadt liegen die Ruinen dreier Burgen, der Felsburg, der Altenburg im Stadtteil Altenburg, und der Burg Heiligenberg oberhalb des Stadtteils Gensungen am gegenüberliegenden Ufer der Eder. Felsberg wird daher seit 1974 manchmal auch als „Drei-Burgen-Stadt“ bezeichnet, da sowohl Altenburg als auch Gensungen seit 1974 zur Stadt gehören. Die Burgen wurden wegen ihrer strategisch wichtigen Lage im Mittelalter, zwischen dem Erzbistum Mainz und der Landgrafschaft Thüringen bzw. Hessen, errichtet. Die Burg Heiligenberg gehörte dabei zu Mainz, während die Felsburg und die Altenburg zu Hessen gehörten. Sowohl die Felsburg als auch die zwei Kilometer entfernte Altenburg sind durch ihre markanten Türme (im Volksmund Butterfass genannt) gekennzeichnet. Die Salzstraße führte von der Werra, wo die Salzgewinnung stattfand, über Felsberg ins Rheinland.
Im Jahre 1090 wird Felsberg unter dem Namen Velisberc in einer Mainzer Urkunde erwähnt, ebenso 1209 in einem Güterverzeichnis des Fritzlarer Petrusstifts. Die erste urkundliche Erwähnung Felsbergs als Stadt war 1286. Der historische Stadtkern war seit dem 13. Jahrhundert von einer Stadtmauer von 830 Meter Länge umgeben, die heute noch teilweise erhalten ist. Von 1455 bis 1488 wirkte der Alchimist Klaus von Urbach auf der Felsburg, um dort auf Geheiß des Landgrafen Gold herzustellen. Um 1510 war Euricius Cordus Rentschreiber in Felsberg.
Während der Zeit des napoleonischen Königreichs Westphalen (1807–1813) war Felsberg Verwaltungssitz des Kantons Felsberg.
Am 8. November 1938, einen Tag früher als an den meisten anderen Orten in Deutschland, kam es zu einem von der Gauleitung Kurhessen der NSDAP gesteuerten Pogrom gegen die 18 damals noch in Felsberg lebenden jüdischen Personen. Der schwer kranke Robert Weinstein wurde dabei zum ersten Todesopfer dieser Gewaltorgie in Kurhessen. Er wurde aus seinem Bett gezerrt, verprügelt und durch die Straßen getrieben. Dabei erlag er einem Herzinfarkt.
Im Zweiten Weltkrieg wurden Teile von Felsberg durch Bombardierung des Bahnhofs Gensungen und durch die Zerstörung der Edertalsperre erheblich beschädigt.

### Hessische Gebietsreform
Um die Verwaltung zu professionalisieren, bessere Koordinierungs- und Abstimmungsmöglichkeiten für größere Planungsräume und die Verwirklichung des Gleichheitsgrundsatzes zu schaffen, wurde die hessische Verwaltungs- und Gebietsreform durchgeführt. Die erste Phase in den Jahren 1971 und 1972 war der freiwillige Zusammenschluss der Gemeinden. Dies wurde auch durch finanzielle Vergünstigungen von Seiten des Landes gefördert. Am 1. Januar 1974 wurden die letzten fünf Gemeinden kraft Landesgesetz eingegliedert, unter ihnen Brunslar und Gensungen. Gleichzeitig wechselte Felsberg in den neu errichteten Schwalm-Eder-Kreis. Für alle eingegliederten ehemals eigenständigen Gemeinden wurden Ortsbezirke mit Ortsbeirat und Ortsvorsteher nach der Hessischen Gemeindeordnung gebildet.
| Ehemalige Gemeinde | Datum             | Anmerkung                                                               |
| ------------------ | ----------------- | ----------------------------------------------------------------------- |
| Altenbrunslar      | 1. Februar 1971   | Zusammenschluss mit Neuenbrunslar zu Brunslar                           |
| Altenburg          | 31. Dezember 1971 | [ 8 ]                                                                   |
| Beuern             | 31. Dezember 1971 | Eingemeindung nach Gensungen                                            |
| Böddiger           | 1. Februar 1971   | Zusammenschluss zur erweiterten Stadt Felsberg                          |
| Brunslar           | 1. Januar 1974    | Erneuter Zusammenschluss kraft Landesgesetz zur heutigen Stadt Felsberg |
| Gensungen          | 1. Januar 1974    | [ 4 ]                                                                   |
| Helmshausen        | 1. Januar 1974    | [ 4 ]                                                                   |
| Hesserode          | 1. Februar 1971   | Eingemeindung nach Gensungen                                            |
| Heßlar             | 1. Februar 1971   | Eingemeindung nach Gensungen                                            |
| Hilgershausen      | 1. Januar 1974    | [ 4 ]                                                                   |
| Lohre              | 1. Februar 1971   | Zusammenschluss zur erweiterten Stadt Felsberg                          |
| Melgershausen      | 1. April 1972     | Eingemeindung nach Gensungen                                            |
| Neuenbrunslar      | 1. Februar 1971   | Zusammenschluss mit Altenbrunslar zu Brunslar                           |
| Niedervorschütz    | 31. Dezember 1971 | [ 8 ]                                                                   |
| Rhünda             | 1. Januar 1974    | [ 4 ]                                                                   |
| Wolfershausen      | 31. Dezember 1971 | Eingemeindung nach Brunslar                                             |

## Bevölkerung

### Einwohnerstruktur 2011
Nach den Erhebungen des Zensus 2011 lebten am Stichtag, dem 9. Mai 2011, in Felsberg 10.783 Einwohner. Darunter waren 431 (4,0 %) Ausländer, von denen 101 aus dem EU-Ausland, 275 aus anderen europäischen Ländern und 55 aus anderen Staaten kamen. Von den deutschen Einwohnern hatten 10,3 % einen Migrationshintergrund. (Bis zum Jahr 2020 erhöhte sich die Ausländerquote auf 7,2 %.) Nach dem Lebensalter waren 1738 Einwohner unter 18 Jahren, 4230 zwischen 18 und 49, 1349 zwischen 50 und 64 und 2475 Einwohner waren älter. Die Einwohner lebten in 4651 Haushalten. Davon waren 1320 Singlehaushalte, 1454 Paare ohne Kinder und 1391 Paare mit Kindern, sowie 381 Alleinerziehende und 105 Wohngemeinschaften. In 1146 Haushalten lebten ausschließlich Senioren und in 2949 Haushaltungen lebten keine Senioren.

### Einwohnerentwicklung
- 1585: 121 Haushaltungen[17]
- 1747: 104 Haushaltungen[17]

| Felsberg: Einwohnerzahlen von 1834 bis 2023 | Felsberg: Einwohnerzahlen von 1834 bis 2023 | Felsberg: Einwohnerzahlen von 1834 bis 2023 | Felsberg: Einwohnerzahlen von 1834 bis 2023 | Felsberg: Einwohnerzahlen von 1834 bis 2023 |
| --- | ------------------------------------------- | ------------------------------------------- | ------------------------------------------- | ------------------------------------------- |
| Jahr |                                             |                                             |                                             | Einwohner                                   |
| 1834 | 1834                                        |                                             | 1.136                                       | 1.136                                       |
| 1840 | 1840                                        |                                             | 1.206                                       | 1.206                                       |
| 1846 | 1846                                        |                                             | 1.252                                       | 1.252                                       |
| 1852 | 1852                                        |                                             | 1.229                                       | 1.229                                       |
| 1858 | 1858                                        |                                             | 1.075                                       | 1.075                                       |
| 1864 | 1864                                        |                                             | 1.113                                       | 1.113                                       |
| 1871 | 1871                                        |                                             | 1.026                                       | 1.026                                       |
| 1875 | 1875                                        |                                             | 1.006                                       | 1.006                                       |
| 1885 | 1885                                        |                                             | 943                                         | 943                                         |
| 1895 | 1895                                        |                                             | 924                                         | 924                                         |
| 1905 | 1905                                        |                                             | 941                                         | 941                                         |
| 1910 | 1910                                        |                                             | 994                                         | 994                                         |
| 1925 | 1925                                        |                                             | 1.123                                       | 1.123                                       |
| 1939 | 1939                                        |                                             | 1.296                                       | 1.296                                       |
| 1946 | 1946                                        |                                             | 2.021                                       | 2.021                                       |
| 1950 | 1950                                        |                                             | 2.012                                       | 2.012                                       |
| 1956 | 1956                                        |                                             | 1.905                                       | 1.905                                       |
| 1961 | 1961                                        |                                             | 1.990                                       | 1.990                                       |
| 1967 | 1967                                        |                                             | 2.220                                       | 2.220                                       |
| 1973 | 1973                                        |                                             | 11.456                                      | 11.456                                      |
| 1975 | 1975                                        |                                             | 11.397                                      | 11.397                                      |
| 1980 | 1980                                        |                                             | 11.279                                      | 11.279                                      |
| 1985 | 1985                                        |                                             | 11.164                                      | 11.164                                      |
| 1990 | 1990                                        |                                             | 11.289                                      | 11.289                                      |
| 1995 | 1995                                        |                                             | 11.610                                      | 11.610                                      |
| 2000 | 2000                                        |                                             | 11.498                                      | 11.498                                      |
| 2005 | 2005                                        |                                             | 11.085                                      | 11.085                                      |
| 2010 | 2010                                        |                                             | 10.631                                      | 10.631                                      |
| 2011 | 2011                                        |                                             | 10.783                                      | 10.783                                      |
| 2015 | 2015                                        |                                             | 10.624                                      | 10.624                                      |
| 2020 | 2020                                        |                                             | 10.568                                      | 10.568                                      |
| 2023 | 2023                                        |                                             | 10.708                                      | 10.708                                      |
| Datenquelle: Historisches Gemeindeverzeichnis für Hessen: Die Bevölkerung der Gemeinden 1834 bis 1967. Wiesbaden: Hessisches Statistisches Landesamt, 1968. Weitere Quellen: Hessisches Statistisches Informationssystem; Zensus 2011 Nach 1970 einschließlich der im Zuge der Gebietsreform in Hessen eingegliederten Orte. |                                             |                                             |                                             |                                             |

### Daten zur Religionszugehörigkeit
| • 1885: | 0749 evangelische (= 79,43 %), 15 katholische (= 1,49 %), 179 jüdische (= 19,98 %) Einwohner  |
| • 1961: | 1667 evangelische (= 83,77 %), 284 katholische (= 14,27 %) Einwohner                          |
| • 1987: | 8887 evangelische (= 81,2 %), 1224 katholische (= 11,2 %), 834 sonstige (= 7,6 %) Einwohner   |
| • 2011: | 7410 evangelische (= 68,9 %), 1430 katholische (= 13,3 %), 1720 sonstige (= 16,0 %) Einwohner |

## Politik

### Stadtverordnetenversammlung
Die Kommunalwahl am 14. März 2021 lieferte folgendes Ergebnis, in Vergleich gesetzt zu früheren Kommunalwahlen:
| Stadtverordnetenversammlung – Kommunalwahlen 2021 | Stadtverordnetenversammlung – Kommunalwahlen 2021                                |
| --- | -------------------------------------------------------------------------------- |
| Stimmenanteil in %Wahlbeteiligung 55,7 % 6050403020100 35,7 (−14,6)22,2 (+1,7)20,8 (+2,2)15,1 (n. k.)6,3 (−0,7)n. k. (−3,6) SPDULFbCDUGrüneFDPDFBf20162021Anmerkungen:b Unabhängige Liste Felsbergf Die Freien Bürger | SitzverteilungInsgesamt 31 Sitze - SPD: 11 - Grüne: 5 - ULF: 7 - CDU: 6 - FDP: 2 |

| Parteien und Wählergemeinschaften | Parteien und Wählergemeinschaften           | % 2021 | Sitze 2021 | % 2016 | Sitze 2016 | % 2011 | Sitze 2011 | % 2006 | Sitze 2006 | % 2001 | Sitze 2001 |
| --------------------------------- | ------------------------------------------- | ------ | ---------- | ------ | ---------- | ------ | ---------- | ------ | ---------- | ------ | ---------- |
| SPD                               | Sozialdemokratische Partei Deutschlands     | 35,7   | 11         | 50,3   | 16         | 50,3   | 19         | 53,9   | 20         | 59,8   | 22         |
| ULF                               | Unabhängige Liste Felsberg                  | 22,2   | 7          | 20,5   | 6          | —      | —          | —      | —          | —      | —          |
| CDU                               | Christlich Demokratische Union Deutschlands | 20,8   | 6          | 18,6   | 6          | 21,6   | 8          | 23,8   | 9          | 24,3   | 9          |
| Grüne                             | Bündnis 90/Die Grünen                       | 15,1   | 5          | —      | —          | 14,5   | 5          | 6,4    | 2          | 5,8    | 2          |
| FDP                               | Freie Demokratische Partei                  | 6,3    | 2          | 7,0    | 2          | 4,9    | 2          | 5,7    | 2          | 5,8    | 2          |
| DFB                               | Die Freien Bürger                           | –      | –          | 3,6    | 1          | 4,4    | 1          | 5,2    | 2          | —      | —          |
| FWG                               | Freie Wählergemeinschaft                    | –      | –          | —      | —          | 4,4    | 2          | 5,0    | 2          | 4,4    | 2          |
| Gesamt                            | Gesamt                                      | 100,0  | 31         | 100,0  | 31         | 100,0  | 37         | 100,0  | 37         | 100,0  | 37'        |
| Wahlbeteiligung in %              | Wahlbeteiligung in %                        | 55,7   | 55,7       | 56,9   | 56,9       | 58,0   | 58,0       | 58,9   | 58,9       | 66,7   | 66,7       |

### Bürgermeister
Nach der hessischen Kommunalverfassung wird der Bürgermeister für eine sechsjährige Amtszeit gewählt, seit dem Jahr 1993 in einer Direktwahl, und ist Vorsitzender des Magistrats, dem in der Stadt Felsberg neben dem Bürgermeister ehrenamtlich ein Erster Stadtrat und neun weitere Stadträte angehören. Bürgermeister ist seit dem 1. November 2024 der parteiunabhängige Björn Faupel. Der Amtsvorgänger Volker Steinmetz trat in seiner dritten Amtszeit am 1. März 2024 aus gesundheitlichen Gründen vorzeitig in den Ruhestand. Erster Stadtrat Klaus Albert (ULF) leitete als Krankheits- und Vakanzvertreter die Stadtverwaltung kommissarisch und die Wahl eines neuen Bürgermeisters musste vorgezogen werden. Björn Faupel erhielt am 7. Juli 2024 in einer Stichwahl bei 44,8 Prozent Wahlbeteiligung 67,7 Prozent der Stimmen.
Amtszeiten der Bürgermeister
- 2024–2030 Björn Faupel[25]
- 2008–2024 Volker Steinmetz[26]
- 1984–2008 Klaus Stiegel (SPD)
- 1978–1984 Adolf Herwig
- 1953–1978 Ernst Schaake
- 1949–1952 Wilhelm Zimmermann

### Ortsbeiräte
Für die Stadtteile Altenbrunslar, Altenburg, Beuern, Böddiger, Felsberg, Gensungen, Helmshausen, Hesserode, Heßlar, Hilgershausen, Lohre, Melgershausen, Neuenbrunslar, Niedervorschütz, Rhünda und Wolfershausen bestehen Ortsbezirke nach Maßgabe der §§ 81 und 82 HGO und des Kommunalwahlgesetzes in der jeweils gültigen Fassung. Die Ortsbeiräte bestehen aus drei bis neun Mitgliedern. Der Ortsbeirat des Ortsbezirks wird im Rahmen der Kommunalwahlen gewählt und bestimmt aus seiner Mitte den/die Ortsvorsteher/in. Die Ortsbezirksgrenzen entsprechen den Gemarkungen der eingegliederten ehemaligen Gemeinden.
Für Felsberg besteht der Ortsbeirat aus neuen Mitgliedern. Bei den Kommunalwahlen in Hessen 2021 betrug die Wahlbeteiligung zum Ortsbeirat 50,60 %. Es erhielten die SPD mit 40,73 % der Stimmen vier Sitze, die FDP mit 15,76 % einen Sitz und die „Stadtliste Felsberg“ (SLF) mit 43,51 % vier Sitze. Der Ortsbeirat wählte Klaus Döll (SLF) zum Ortsvorsteher.

### Wappen
Das Stadtwappen ist seit 1570 bekannt, als es am Schloss Rotenburg gezeigt wurde. Es wurde 1633 im Hessischen Wappenbuch von Wilhelm Wessel veröffentlicht.

### Städtepartnerschaften
Es existieren Städtepartnerschaften mit Vernouillet (Frankreich) und Cheddar (England), sowie Freundschaftsverträge mit Felsberg (Saar), Felsberg (Graubünden) und Dingelstädt (Thüringen).

## Kultur und Sehenswürdigkeiten

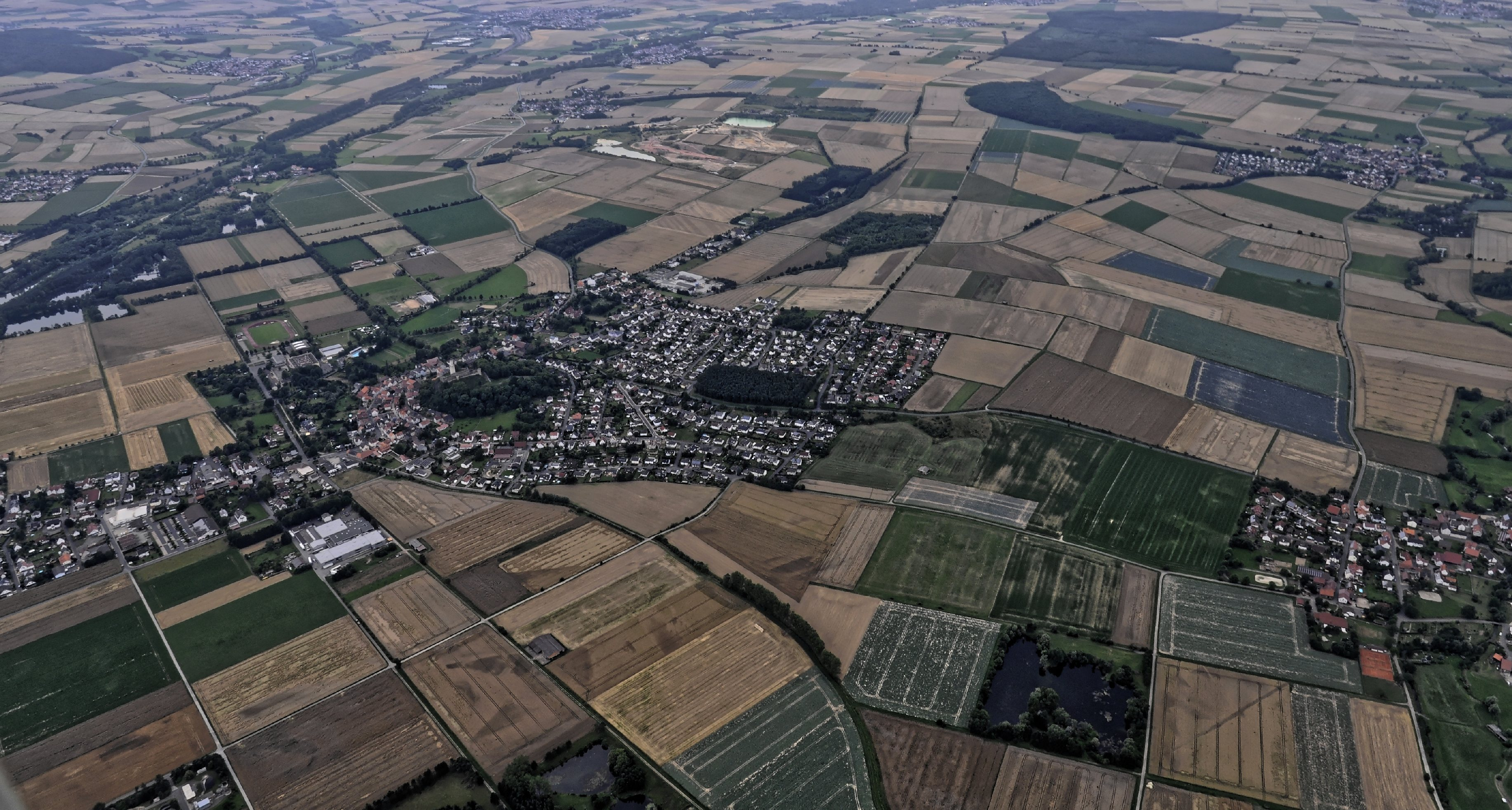
Felsberg von oben

### Museen
- Bienenkundemuseum des Bezirksimkervereins Felsberg im Torhaus des ehemaligen Klosters Kartause Eppenberg am Heiligenberg.[31]
- Museum Gensungen

### Kunstwanderweg
- Das Projekt Ars Natura wurde 2001 östlich von Felsberg gestartet und wird abschnittsweise zu einem geplant 700 km langen Kunstwanderweg ausgebaut.

### Bauwerke

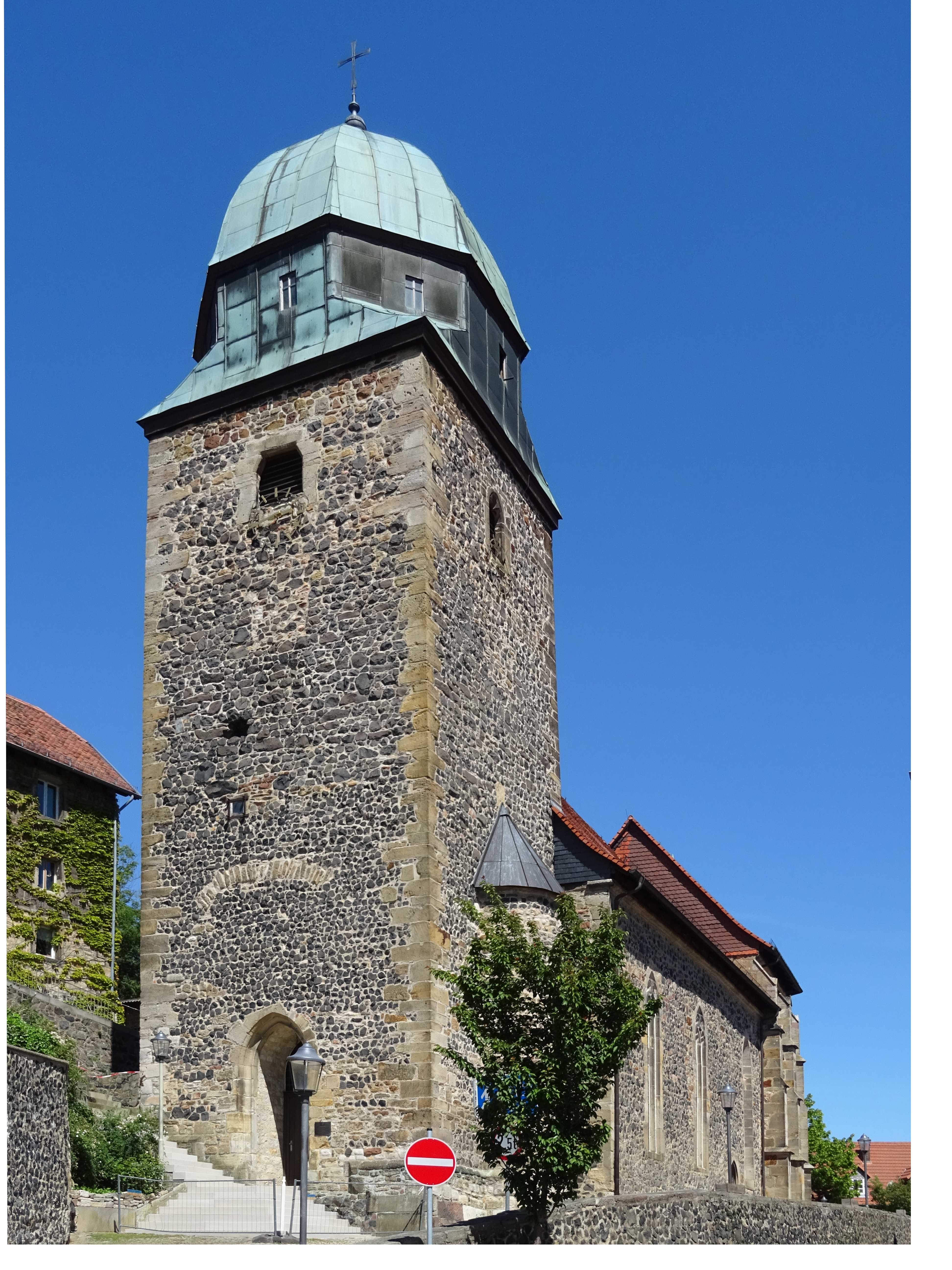
Evangelische Stadtkirche

- Altstadt: Die kleine Fachwerkaltstadt liegt unterhalb der Ruine der Felsburg.
- Evangelische Stadtkirche: Die Kirche mit dem niedrigen Langhaus und dem höheren Chor wurde Mitte des 15. Jahrhunderts erbaut, ihr Westturm Mitte des 14. Jahrhunderts. 1640 erhielten Teile des Langhauses eine Flachdecke.
- Felsburg: Die Burgruine thront auf einem schroffen Basaltfelsen über der Altstadt. Erhalten sind die Ringmauer mit Burgkapelle sowie der Bergfried. Der 1388 errichtete Turm wird im Volksmund auch als „Butterfass“ bezeichnet; er kann über steile Holzstiegen „erklettert“ werden.
- Burg Heiligenburg auf dem Heiligenberg im Stadtteil Gensungen (Ruine mit Aussichtsturm).
- Altenburg: Burgruine im Stadtteil Altenburg.
- Synagoge Felsberg (1847) in der Altstadt (wird wieder als Gotteshaus genutzt)

### Sport
- Handball-Spielgemeinschaft ESG Gensungen/Felsberg
- Fußballverein FV Felsberg-Lohre-Niedervorschütz
- Sportverein TSV Eintracht 1863 Felsberg

## Wirtschaft und Infrastruktur
- An der Strecke der Main-Weser-Bahn (Kassel–Frankfurt) wird Felsberg mit dem Bahnhof in Gensungen und den Haltepunkten in den Stadtteilen Altenbrunslar und Wolfershausen bedient.

| Linie     | Verlauf | Takt                                     | Betreiber        |
| --------- | --- | ---------------------------------------- | ---------------- |
| RE98      | Main-Sieg-Express: Kassel Hbf – Kassel-Wilhelmshöhe – Baunatal-Guntershausen – Edermünde-Grifte – Felsberg-Wolfershausen – Felsberg-Altenbrunslar – Felsberg-Gensungen – Wabern (Bz Kassel) – Singlis – Borken (Hess) – Zimmersrode – Schlierbach (Kr Schwalm-Eder) – Treysa – Schwalmstadt-Wiera – Neustadt (Kr Marburg) – Stadtallendorf – Kirchhain (Bz Kassel) – Marburg (Lahn) – Gießen – Friedberg (Hess) – Frankfurt (Main) West (einzelne Züge im Berufsverkehr) – Frankfurt (Main) Hbf Gießen – Frankfurt vereinigt mit RE 99 von Siegen Stand: Fahrplanwechsel Dezember 2021 | 120 min                                  | HLB Hessenbahn   |
| RB38      | Kassel Hbf – Kassel-Wilhelmshöhe – Kassel-Oberzwehren – Baunatal-Rengershausen – Baunatal-Guntershausen – Edermünde-Grifte – Felsberg-Wolfershausen – Felsberg-Altenbrunslar – Felsberg-Gensungen – Wabern (Bz Kassel) – Singlis – Borken (Hess) – Zimmersrode – Schlierbach (Kr Schwalm-Eder) – Treysa Stand: Fahrplanwechsel Dezember 2021 | einzelne Fahrten zur HVZ                 | DB Kurhessenbahn |
| RB39 RE39 | Kassel Hbf – Kassel-Wilhelmshöhe – (Kassel-Oberzwehren – Baunatal-Rengershausen – Baunatal-Guntershausen – Edermünde-Grifte – Felsberg-Wolfershausen – Felsberg-Altenbrunslar –) (nur RB39) Felsberg-Gensungen – Wabern (Bz Kassel) – Zennern – Fritzlar – Ungedanken – Mandern – Wega – Bad Wildungen Stand: Fahrplanwechsel Dezember 2024 | 60 min (wochentags) 120 min (Wochenende) | DB Kurhessenbahn |

- Entlang der Eder führt der 180 km lange Eder-Radweg. Er beginnt im Rothaargebirge in Nordrhein-Westfalen und heißt hier Ederauenweg. Der größte Teil führt durch Hessen und heißt dann Ederradweg. Er folgt dem Lauf der Eder bis zur Mündung in die Fulda (Fluss) bei Grifte.
- Im Ortsteil Gensungen beginnt der 104 km lange Schwalm-Radweg bis zur Schwalmquelle im Vogelsberg.
- Felsberg hatte von 1848 bis 2017 eine eigene Stadtsparkasse.

## Persönlichkeiten
Diese Übersicht enthält sowohl bedeutende, in Felsberg geborene Persönlichkeiten als auch Personen, die in Felsberg wirkten, jedoch nicht hier geboren sind. Die Liste erhebt keinen Anspruch auf Vollständigkeit.
- Peter Barthelmey (1945–2019), Handballspieler und -trainer, schaffte 1978 als Spielertrainer mit dem TSV Jahn Gensungen den Aufstieg in die Bundesliga
- Markus Berger (1974), Schriftsteller
- Friedrich Bode (1856–1932), Jurist und Kammerdirektor im Haus Stolberg-Roßla
- Hans von Boineburg-Lengsfeld (1889–1980), Offizier; lebte und starb im Ortsteil Altenburg
- Benjamin Bramer (1588–1652), Künstler, Architekt, Baumeister, Geodät, Mathematiker
- Günter Böttcher (1954–2012), deutscher Handballspieler und -trainer und Universitätsdozent
- Georg Coch (1842–1890), Ökonom und Bankier, Begründer der Österreichischen Postsparkasse
- Johannes Combach (1585–1651), Philosoph und Theologe; 1625 Prediger in Felsberg
- Euricius Cordus (1486–1535), Dichter, Rentschreiber der Landgrafenwitwe Anna Anfang des 16. Jahrhunderts
- Conrad Fenge (1817–1908), Bürgermeister und Abgeordneter des Provinziallandtages der Provinz Hessen-Nassau
- Leopold Fleischhacker (1882–1946), Bildhauer
- Karl Christian von Gehren (1763–1832), reformierter Prediger in der Stadt
- Harold Goldsmith (1930–2004), US-amerikanischer Fechter, Emigration 1938, geboren in Gensungen als Hans Goldschmidt
- Egbert Hayessen (1913–1944), Widerstandskämpfer; wuchs in den 1920er Jahren auf dem Mittelhof in Gensungen auf.
- Bernd Hering (1924–2013), Maler, Grafiker, Bildhauer, lebte und arbeitet von 1985 bis 2010 in Felsberg
- Jan-Erik Leinhos (* 1997), Fußballspieler
- Walter B. Loewenstein (1926–2018), US-amerikanischer Physiker, Emigration 1938, geboren in Gensungen
- Anna von Mecklenburg (1485–1525), Landgräfin von Hessen mit Witwensitz in Felsberg
- Jutta Meyfarth (1927–2025), Opernsängerin
- Burkhart Prinz (1939–2014), Gymnasiallehrer, Handballspieler und -trainer, Jugend-Bundestrainer des DHB
- Gerhard Schäfer (* 1949), Sozialwissenschaftler und Publizist, im Ortsteil Wolfershausen geboren
- Friedrich Scheffer (1794–1872), Jurist und Mitglied der kurhessischen Ständeversammlung
- Valentin Scheffer (1803–1871), Bürgermeister und Mitglied der kurhessischen Ständeversammlung
- Erich Schnepel (1893–1986), evangelischer Pastor und Schriftsteller
- Klaus von Urbach, Alchimist; wirkte 1455 bis 1488 in Felsberg
- Franz Wagner (* 1948), ehemaliger deutscher Handballspieler, aktiv für Eintracht Felsberg, TSV Jahn Gensungen und HSG Gensungen/Felsberg